# Glärnisch
Glärnisch – szczyt w Alp Glarneńskich, części Alp Zachodnich. Leży w Szwajcarii, w kantonie Glarus. Należy do podgrupy Alpy Urano-Glarneńskie. Góruje nad jeziorem Klöntalersee. Szczyt można zdobyć ze schroniska Glärnischhütte (1990 m) lub Guppenalp-Oberstafel (1658 m).

## Bibliografia

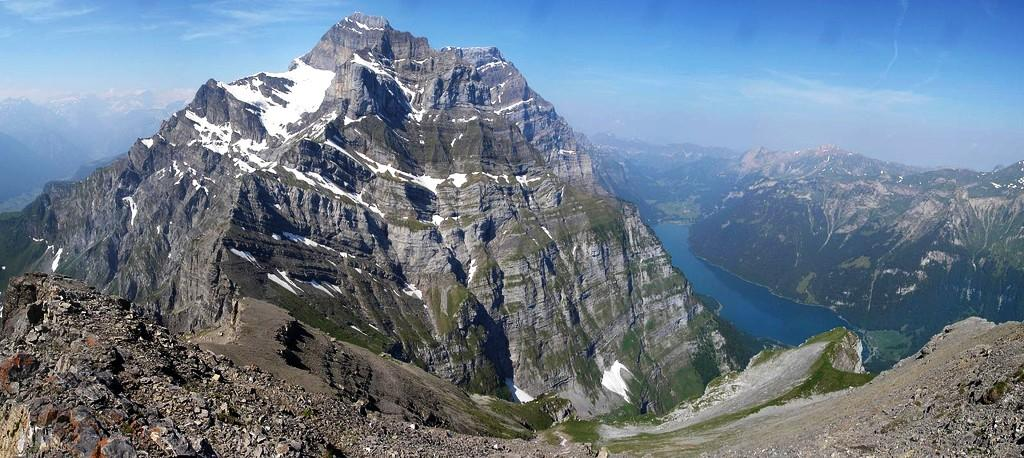
Glärnisch i jezioro Klöntalersee